# Vyšší odborná škola
Vyšší odborná škola – wyższa szkoła zawodowa w Czechach, z reguły trzyletnia. Absolwenci uzyskują tytuł dyplomowanego specjalisty. Szkoły powstały po 1995 roku.